# Harriet Backer
Harriet Backer (Holmestrand, Vestfold megye, 1845. január 21. – Oslo, 1932. március 25.) norvég, impresszionista tájkép- és arcképfestő, Agathe Backer Grøndahl zongoraművész és zeneszerző nővére.

## Pályafutása
Kultúra szerető családban született. Agathe húga zenei tehetsége korán megmutatkozott, ezért a szülők külföldre küldték tanulmányutakra, ahová Harriet kísérte el. 1866-tól több európai városban jártak (Berlin, Weimar, Köln, Lipcse, Koppenhága, Firenze, Róma és Nápoly). Harriet a képtárakat látogatta, és régi mesterek képeit másolta, amíg húga zongoraórákra járt.
A festészeti tanulmányokat csak 1871-ben, hazatérésük után kezdhette el Knud Bergslien festőművész iskolájában, Christianiában. 1874-ben Münchenbe utazott. Mivel a Képzőművészeti Akadémián nem tanulhattak nők, a német arcképfestő Lambert Linder magántanítványa lett, mert elsősorban az arcképfestés érdekelte. 1875-től Eilif Peterssen norvég festőnél tanult. Több arcképet és csendéletet festett Münchenben. Itt mélyült el a centrális projekció tanulmányozásában, ami később nélkülözhetetlen volt a belső terek ábrázolásánál.   
1877-ben ösztöndíjat kapott és Párizsban folytathatta tanulmányait. 1878-ban Madame Trélat de Lavigne műtermét látogatta, ahol Léon Bonnat és Jean-Léon Gérôme korrigálták festményeit. 1881-ben Kitty Kiellandhoz költözött, akivel már Münchenben is lakótársak voltak. Nyáron Bretagne-ban, Rochefort-en-Terre-ben festettek, ahol Léon Germain Pelouse hatására a plein air festészet felé fordult. Párizsban a Jonas Lie, norvég író és drámaíró körül kialakult művészkör tagja volt.
1886-ban két évre kapott ösztöndíjat a norvég kormánytól.
A Franciaországban töltött évei alatt nyaranta visszajárt Norvégiába, és festett. 1886 és 1887 nyarán együtt alkotott Christian Skredsviggel, Erik Werenskiolddal, Gerhard Munthéval és Kitty Kiellanddal Bærumban, a Fleskum tanyán.
Az 1890-es években főleg tájképeket festett, és festőiskolát nyitott.

## Galéria

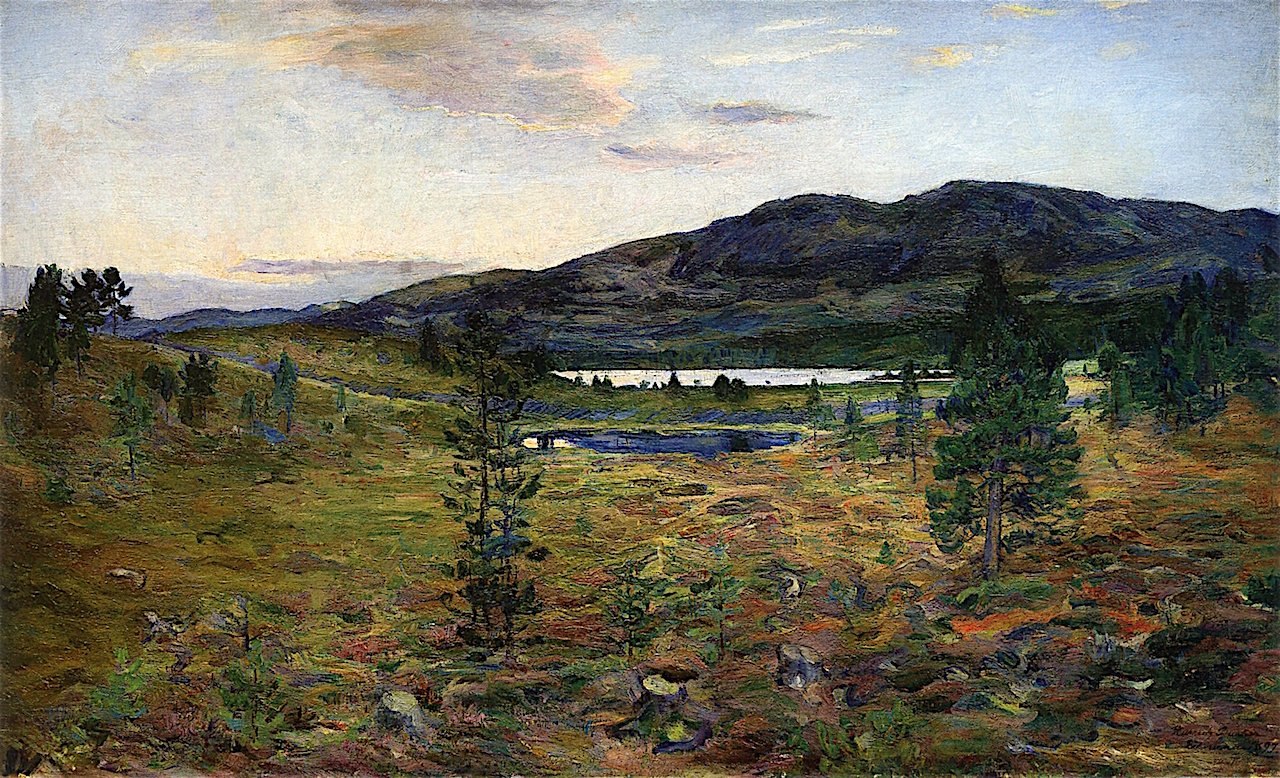
Einundfjell hegység
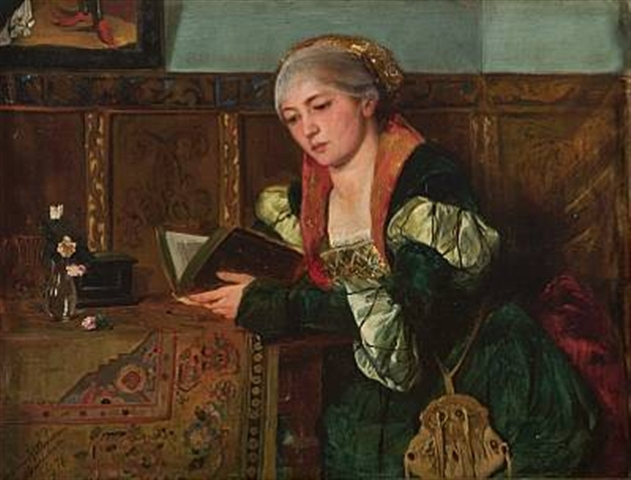
Olvasó hölgy
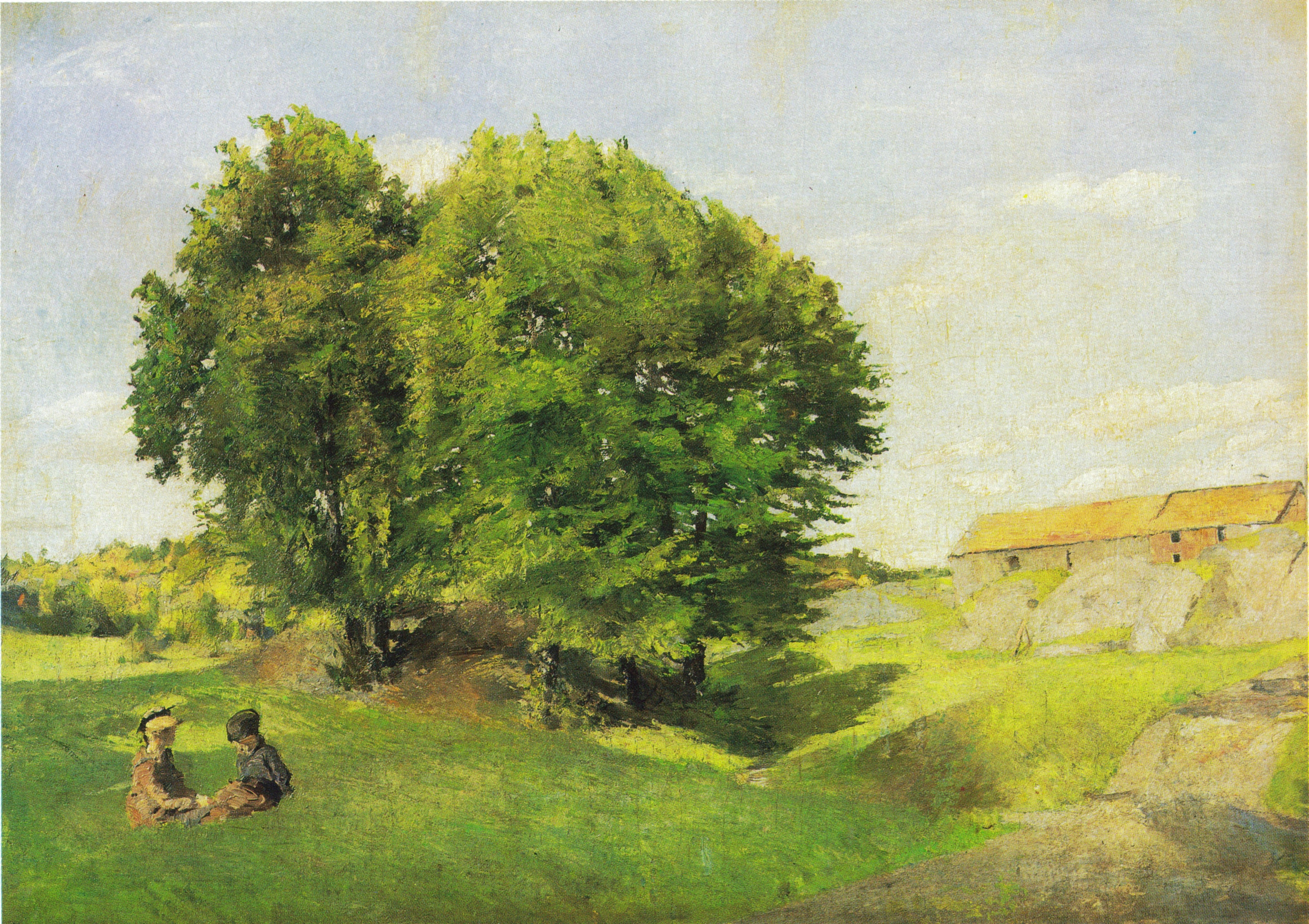
Két gyermek és fák
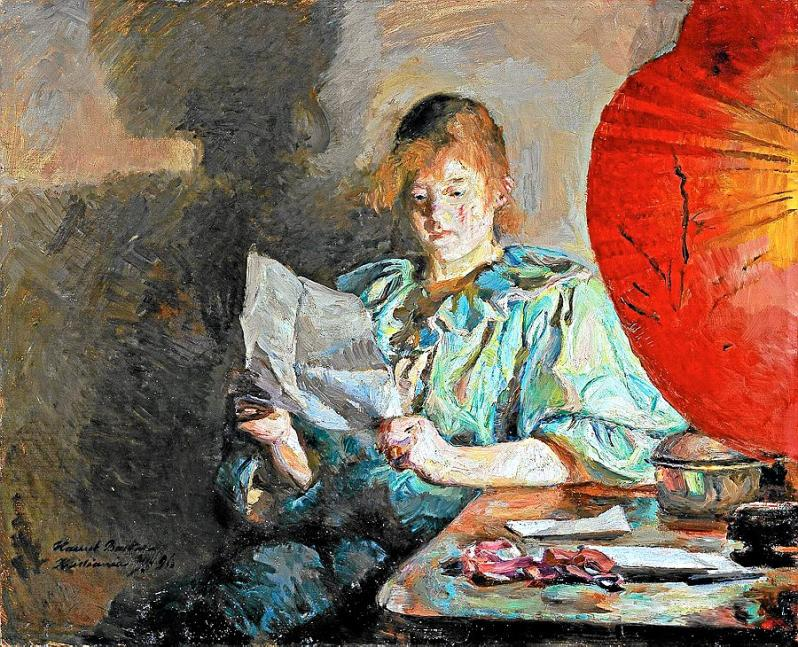
Este otthon